# 马埃斯特雷镇
马埃斯特雷镇是西班牙埃斯特雷马杜拉巴达霍斯省的一个市镇。总面积79平方公里，总人口899人（2001年），人口密度11人/平方公里。